# Copicucullia mcdunnoughi
Copicucullia mcdunnoughi är en fjärilsart som beskrevs av Henne 1940. Copicucullia mcdunnoughi ingår i släktet Copicucullia och familjen nattflyn. Inga underarter finns listade i Catalogue of Life.